# Mornarička vojarna u Puli
Mornarička vojarna u Puli (puni naziv C. i kr. mornarička vojarna u Puli, njem. k.u.k. Marinekaserne in Pola, tal. I. e R. Caserma di marina), austro-ugarsko zdanje podignuto 1856. godine u Puli. Ovaj veliki objekt projektirali su za potrebe ratne mornarice austrijski vojni inženjeri i arhitekti pod utjecajem bečkoga romantičnoga historicizma, vodeće struje u onodobnoj arhitekturi. Na glavnom pročelju iznad glavnog ulaza u bijeloj krenelaciji stajao je velikim slovima natpis Franciscus Iosephus I / Austriae Imperator / MDCCCLVI. Zgrada je pretrpjela oštećenja u bombardiranju grada u Drugome svjetskom ratu izgubivši originalan četverokutan tlocrt zbog nerekonstrukcije porušenog južnog ugla. Danas je za svoje potrebe koristi Uljanik.

## Više informacija
- austro-ugarska ratna mornarica